# Altenseelbach
Altenseelbach ist ein Ortsteil der Gemeinde Neunkirchen im Kreis Siegen-Wittgenstein in Nordrhein-Westfalen mit 1318 Einwohnern (Stand: 30. Juni 2023).

## Geographie

### Lage
Altenseelbach ist der zweitkleinste Gemeindeteil Neunkirchens und liegt im südlichen Siegerland nahe der Grenze zu Rheinland-Pfalz. Hindurch fließen die Bäche Daadenbach im Westen und der im Dorf den Lützelbach aufnehmende Seelbach im Osten; beide münden in die Heller. Die höchste Erhebung nahe der auf etwa 280 bis 300 m ü. NHN gelegenen Ortschaft ist der Hohenseelbachskopf (Köppel) mit 517,5 m; nordöstlich vom Dorf liegt der Hellerberg (366,9 m).

### Nachbarorte
Nachbarorte von Altenseelbach sind Neunkirchen im Norden und Nordosten, Zeppenfeld und Wiederstein im Osten, Wahlbach im Südosten, Emmerzhausen im Süden, Daaden und Biersdorf im Südwesten sowie Herdorf und Struthütten im Westen.

## Geschichte

Altenseelbach, rechts die 1910 abgebrochenen Anlagen der Grube Lohmannsfeld

1270 wurde zwar ein Rittergeschlecht von Seelbach genannt, am 23. August 1288 wurde das Adelsgeschlecht von Seelbach und der Ort aber erstmals urkundlich erwähnt. 1350 legte es auf der Basaltkuppe des Hohenseelbachskopfes eine große ringförmige Burg an, die bereits 1352 durch den Erzbischof von Trier wieder zerstört wurde. Am 4. März 1739 erlosch mit dem Tod von Johann Konrad Wilhelm von Seelbach-Reuß in Zeppenfeld das Geschlecht der Herren von Seelbach.
Der erste Brand im Dorf hat vermutlich vor dem Jahr 1750 stattgefunden. Mehr Informationen gibt es dazu nicht. Im Sommer 1757 brannte es zum zweiten Mal in Altenseelbach. Am 29. September 1783 löste ein Blitz einen weiteren Großbrand aus, bei dem 57 Wohnhäuser und 49 Scheunen abbrannten. Vier Häuser wurde verschont, da sie am östlichen Dorfrand standen. Bereits 1788 gab es wieder 61 Häuser im Ort. Aufgrund des Neuaufbaus Altenseelbachs und der damit entstandenen parallel laufenden Straßen entstand der Beinamen „Reihendorf“.
1905 wurde eine Schule gebaut, nachdem 1878 das erste Gebäude abgerissen wurde. Am 25. Juli 1920 wurde das Kriegerdenkmal im Ort eingeweiht. Im Jahr 1931 lebte die Gemeinde Altenseelbach vom Erzbergbau. Von den 1230 Einwohnern waren 1055 evangelisch, 19 katholisch und 156 sonstiger Konfession. Einrichtungen waren zum Beispiel eine Volksschule und ein Sportplatz.
Bis zur kommunalen Neugliederung am 1. Januar 1969 gehörte der Ort dem Amt Burbach an.

### Bergbau
Im Gebiet Altenseelbach gab es drei große Gruben (fett markiert), sowie ein paar weitere kleine:
- Alte Burg war ab 1880 in Betrieb.
- Gelegenheit wurde Ende 1870er Jahre geschlossen. Ein Maschinenschacht ging bis auf 60 m Teufe. Insgesamt wurde 5.187 t Eisenstein, 54 t Kupfererz und 3 t Bleierz abgebaut.
- Gleiskaute ab 1736, hieß später Wilhelmsgruß.
- Grube Große Burg: Der Zusammenschluss Große Burg entstand aus etlichen kleinen Gruben am 29. August 1838. In den 1940er Jahren hatte die Grube ihre Blütezeit. Der Mannseifenschacht hatte eine Teufe von 419 m, die Gesamtteufe der Grube betrug 895 m. 576.483 t Eisenerz wurden in der Grube gefördert. 1959 wurde sie stillgelegt.
- Gustavszeche
- Gute Hoffnung, es gab einen Stollen mit Länge 1008 m und einen Maschinenschacht. Um 1920 fand eine Konsolidation mit Lohmannsfeld, Silberart und Alte Burg zur Grube Große Burg statt. Auf der Stollenhalde gab es eine naßmechanische Aufbereitung. Abgebaut wurden Bleiglanz und Zinkblende.
- Lohmannsfeld: Im Bereich Lohmannsfeld wurde vom 18. Jahrhundert an bis 1948 in bis zu 780 m Teufe 223.486 Tonnen Erz gefördert.
- Silberart war von Mitte der 1850er Jahre bis 1880 aktiv. Es gab einen Tiefen Stollen im Seelbachtal, der in den 1850er Jahren angelegt wurde und eine Länge von 380 m hatte. Um 1920 fand die Konsolidation mit Lohmannsfeld, Gute Hoffnung und Alte Burg zur Grube Große Burg statt. Abgebaut auf Silberart wurden Zinkblende, Bleiglanz, Kupferkies.
- Veteran. Der Veteranstollen wurde ab 1877 angelegt, in den 1880er Jahren stillgelegt und hatte eine Länge von 82 m. Abgebaut wurde Eisenstein und Bleiglanz. 1954 gab es Untersuchungen auf dem Gangmittel Carlshoffnung durch die Erzbergbau Siegerland AG.

### Einwohnerzahlen
Einwohnerzahlen des Ortes:
| Jahr | Einwohner |
| ---- | --------- |
| 1810 | 352       |
| 1818 | 394       |
| 1850 | 483       |
| 1867 | 708       |
| 1885 | 982       |
| 1895 | 993       |
| 1900 | 1135      |
| 1910 | 1159      |

| Jahr | Einwohner |
| ---- | --------- |
| 1913 | 1176      |
| 1925 | 1230      |
| 1933 | 1231      |
| 1939 | 1156      |
| 1950 | 1454      |
| 1961 | 1583      |
| 1967 | 1606      |
| 1985 | 1623      |

| Jahr | Einwohner |
| ---- | --------- |
| 1994 | 1578      |
| 2000 | 1594      |
| 2004 | 1580      |
| 2009 | 1420      |
| 2011 | 1370      |
| 2014 | 1380      |

Anmerkung: Einwohnerzahlen ab 1994 am 31. Dezember; 2000 im Oktober

### Häuserzahlen
| Jahr   | 1600 | 1698 | 1700 | 1704 | 1706 | 1725 | 1730 | 1739 | 1788 | 1810 | 1846 | 1850 | 1867 | 1913 |
| Häuser | 27   | 33   | 39   | 39   | 40   | 49   | 49   | 61   | 61   | 61   | 67   | 74   | 90   | 184  |

## Infrastruktur und Verkehrsanbindung

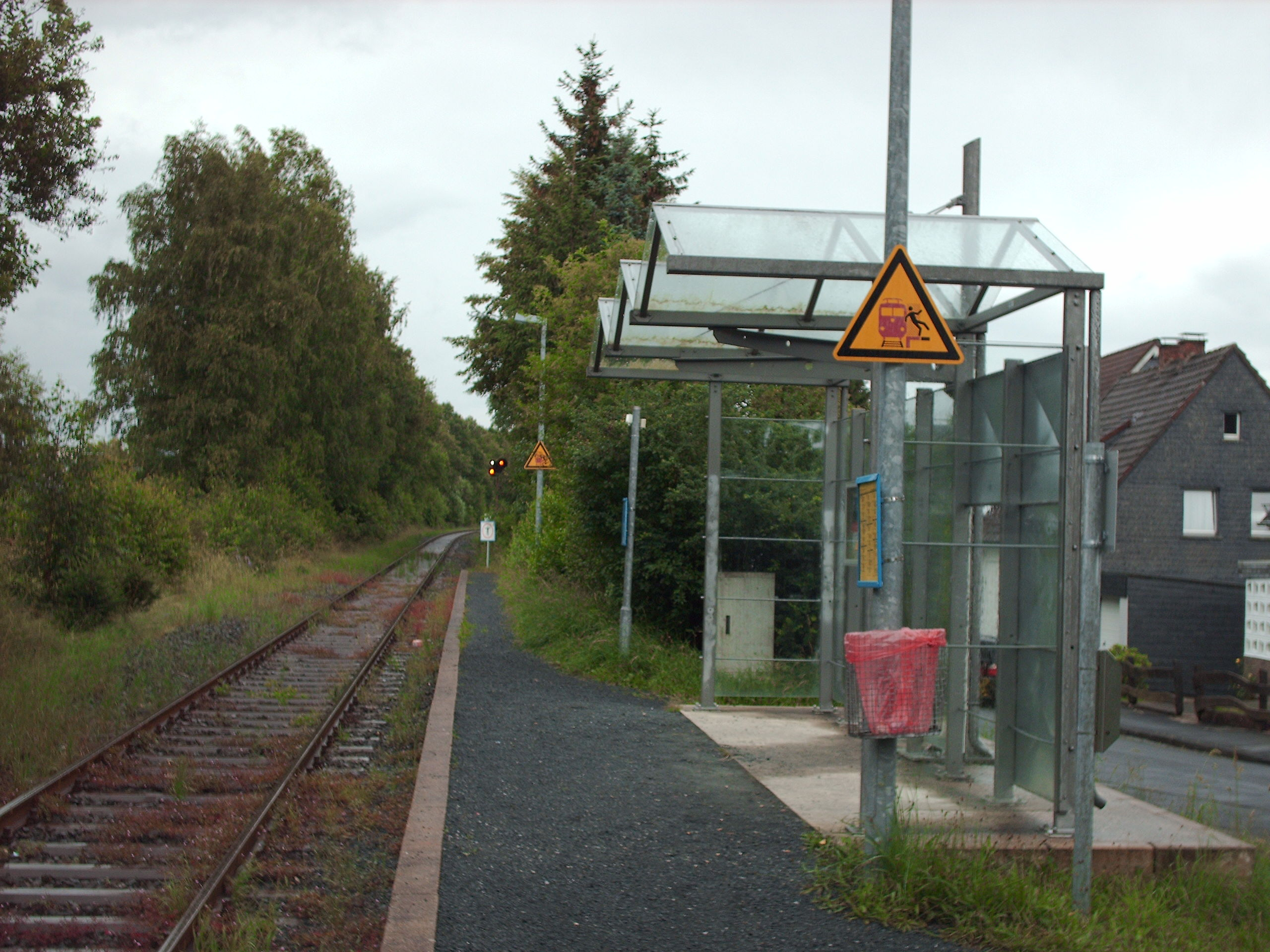
Die Altenseelbacher Haltestelle an der Bahnstrecke Betzdorf–Haiger

### Verkehr
Altenseelbach verfügt über eine Bedarfshaltestelle an der Bahnstrecke Betzdorf–Haiger, von dem unter der Liniennummer RB 96 nach dem Rheinland-Pfalz-Takt täglich Züge im Stundentakt verkehren.
| Linie | Verlauf | Takt                                                           |
| ----- | --- | -------------------------------------------------------------- |
| RB 96 | Hellertal-Bahn: Betzdorf (Sieg) – Grünebacherhütte – Grünebach Ort – Sassenroth – Königstollen – Herdorf – Struthütten – Altenseelbach – Neunkirchen (Kr Siegen) – Wahlbach (Kr Siegen) – Burbach (Kr Siegen) – Würgendorf (Ort) – Würgendorf – Holzhausen (Kr Siegen) – Niederdresselndorf – Allendorf (Dillkr) – Haiger Obertor – Haiger – Sechshelden – Dillenburg Stand: Fahrplanwechsel Dezember 2021 | 60 min (Betzdorf–Neunkirchen) 120 min (Neunkirchen–Dillenburg) |

Über Neunkirchen, Salchendorf und Wilden ist Altenseelbach an die A 45 angeschlossen. Im Ort gibt es einen Verkehrsübungsplatz.

### Gewerbe
In der Nähe des Daadenbachs liegt das Gewerbegebiet Daadenbach. Dieses war 2008 und 2009 im Interesse der lokalen Medien, da in unmittelbarer Nähe eines Wohngebietes eine alte Steinbrecheranlage wieder voll genutzt werden soll.

## Sehenswürdigkeiten
Der Hohenseelbachskopf stellt eine der großen Basaltkuppen dar, die hier vor rund 7 Millionen Jahren durch vulkanische Tätigkeiten entstanden. Basaltabbau für den Straßenbau führte zwischen 1900 und 1925 zum Abtragen der Kuppe, jedoch nicht so stark wie beim Nachbarn Mahlscheid. Das Gebiet auf dem Hohenseelbachskopf steht seit 1990 unter Naturschutz. Heute befindet sich am Berg ein Lokal. der Köppel ist ein beliebtes Ausflugsziel. Das Adelsgeschlecht von Seelbach legte 1350 auf der Basaltkuppe eine große ringförmige Burgfeste an, die schon 2 Jahre später durch den Erzbischof von Trier wieder zerstört wurde, weil ihre Besitzer angebliche Raubritter waren.

## Kinder, Jugend und Freizeit
Der Ort hatte eine Grundschule, die nach Ablauf des Schuljahres 2007/08 wegen Schülermangels geschlossen wurde. Danach wurde ein Teil der Räume vom Verein I.G. Modellbahn Dielfen sowie dem TV Neunkirchen weitergenutzt. 2015 wurde das Gebäude dann als Flüchtlingsunterkunft hergerichtet und beherbergte bis 2017 mehrere Asylbewerber.
Im Sommer 2017 bezog eine Kindertagesstätte dann die Räume der vormaligen Flüchtlingsunterkunft, in unmittelbarer Nähe zu einer bereits länger bestehenden Kita.
Das ehemalige Schulgebäude („alte Schule“, bis Ende der 1930er Jahre) und heutige Dorfgemeinschaftshaus in der Breitelbachstraße hat eine Küche und bis 2010 einen 150 m² großen Saal mit Bühne. Bis zu 150 Menschen fanden hier Sitzplätze. Von 2010 bis 2013 wurde der große Saal des Dorfgemeinschaftshauses mit Finanzmitteln aus dem Konjunkturpaket 2, der Gemeinde Neunkirchen sowie dem Förderverein des Löschzugs Altenseelbach zu einem Schulungs- und Gemeinschaftsraum für den örtlichen Feuerwehrlöschzug hergerichtet. Im Zuge dieses Umbaus wurde ein Teil des Saales abgetrennt und der entstandene Raum mit einer Küchenzeile ausgestattet. Der große Saal bietet nun auf einer Fläche von ca. 130 m² Sitzplätze für bis zu 100 Personen sowie eine Multimedia-Ausstattung mit Beamer, Leinwand und Audioanlage für Schulungen und Lehrgänge. Der Löschzug Altenseelbach hat dabei einen großen Teil der Arbeiten in Eigenleistung erbracht.
Während der kleine Saal im Obergeschoss weiterhin vom Heimatverein genutzt wird, wurden die Räume der ehemaligen Hausmeisterwohnung dem Verein „Photo Friends Neunkirchen“ zur Verfügung gestellt.

### Vereine
Der Heimatverein des Ortes besteht seit 1933 und hat etwa 300 aktive Mitglieder. Er kümmert sich um Denkmal- und Dorfpflege, sowie Heimatabende, Ausflugsfahrten und Backesfeste. Dazu kommen mehrere weitere Vereine und Institutionen.
Zu den Vereinen gehört auch der SV 2010 Altenseelbach e. V. Dieser Verein wurde 2010 gegründet mit dem Ziel ein wenig vergangene Fußballtradition des SV 1910 Altenseelbach zurück in den Ortsteil zu bringen, Heimatspielstätte ist ein Tennenplatz an der Waldstraße. Seit der Saison 2016/2017 ruht der Spielbetrieb des Vereins.